# Coendou prehensilis
El puercoespín arborícola (Coendou prehensilis), llamado también Kui´i guasu, es una especie de roedor histricomorfo de la familia Erethizontidae. Habitan en los bosques desde el sur de México hasta el norte de Argentina y Uruguay. Es una de las diez especies de puercoespines de América, distribuidos en cinco géneros. 

## Características

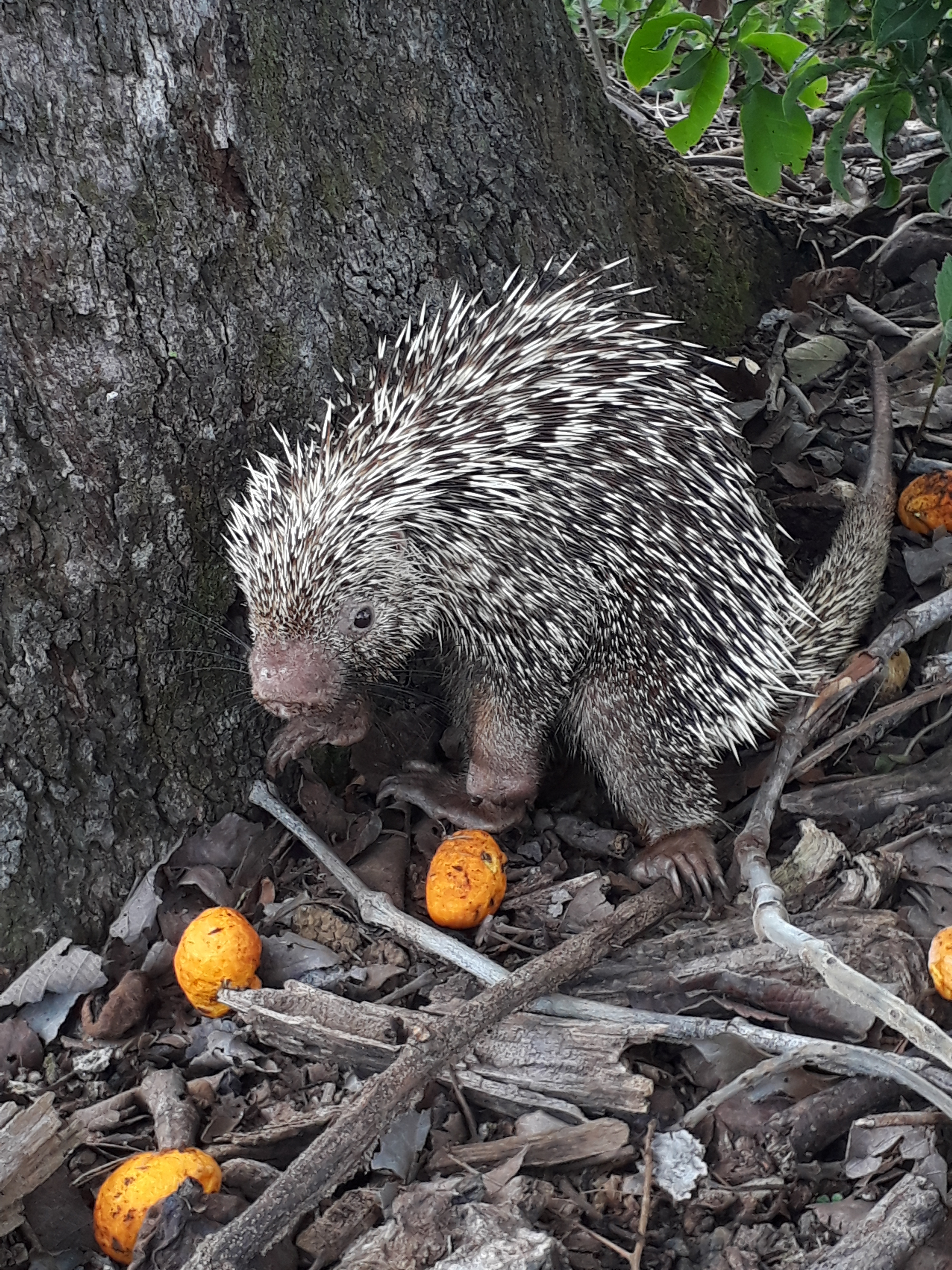
Un puercoespín arborícola buscando frutas.

La longitud de su cuerpo llega hasta 55 cm de longitud, la de su cola es de 33 a 48 cm y su peso llega hasta 4 kg. La parte dorsal está cubierta de espinas o púas fuertes y juntas. Muchas de ellas son tricolor con bandas casi de igual ancho, blanco y amarillo pálido en la base y en la punta, negras o castaño oscuro en el centro.
Las espinas de la cabeza, patas y cola son cortas, las de la espalda son largas y gruesas. La cabeza es redonda; la nariz y los labios, grandes, bulbosos, suaves y rosados; las orejas son pequeñas. Las vibrisas son muy largas, llegando hasta los hombros. La cola carece de espinas y es fuerte y prensil, con la parte superior adaptada para agarrarse a las ramas. Los pies poseen almohadillas anchas expandidas en oposición a cuatro garras, fuertes y dobladas hacia adentro.

## Historia natural
Es de hábitos nocturnos, vive en las ramas de los árboles de las que casi nunca baja, solitario o en pareja.  De día duerme entre los árboles huecos. Prefiere los niveles altos y medios de los bosque con lianas. No salta, y para cruzar un espacio entre dos árboles, debe descender hasta el suelo. Se alimenta de hojas, frutos y ramas verdes y pequeñas.
La gestación dura 203 días, después de lo cual nace generalmente una sola cría cubierta de pelos rojos y pequeñas espinas que se endurecen inmediatamente después del parto. El destete ocurre hacia las 10 semanas. La hembra alcanza la madurez sexual a los 19 meses.
No es agresivo pero se defiende con fuerza si es molestado o atacado.